# Le Corps du monde
Le Corps du monde est un roman de Patrick Drevet paru en 1997 aux éditions du Seuil (Fiction & Cie).
À la suite de l'expédition française du Pérou (1735-1744), Joseph de Jussieu, médecin et botaniste, cadet d'une famille célèbre de botanistes, prolongea son séjour durant un quart de siècle dans ce pays qu'il parcourut de long en large, découvrant les peuples indiens et y accumulant une importante documentation. Le roman propose une plongée dans la personnalité attachante de ce savant atypique du siècle des Lumières, attaché aux hommes et aux plantes plus qu'aux honneurs et à l'argent.